# Sana Klinikum Biberach
Das Sana Klinikum Landkreis Biberach, zuvor Kreisklinik Biberach, ist ein Krankenhaus in Biberach an der Riß. Das Klinikum ist Akademisches Lehrkrankenhaus der Universität Ulm. Seit 1. Januar 2013 steht das Haus in Trägerschaft der Klinikgruppe Sana Kliniken.

## Geschichte

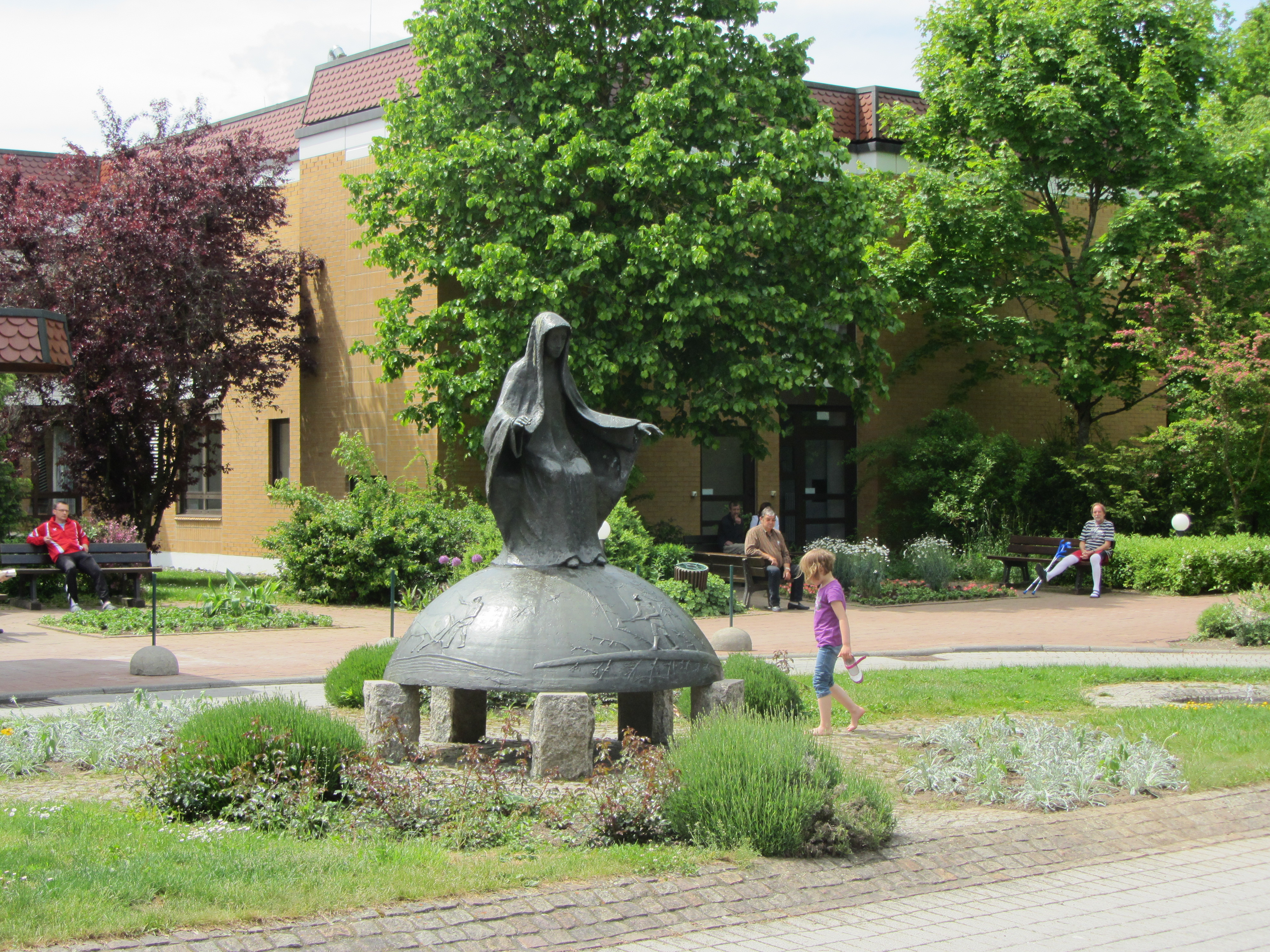
Brunnen Eingangsbereich Biberach 2012

Im Jahre 1320 übernahm die Freie Reichsstadt Biberach das Hospital zum Heiligen Geist, das reichste und älteste Spital der Stadt. Es war auch Armen-, Irren- und Waisenhaus, Zufluchtsort für ältere Mägde, bettlägerige Kranke, bedürftige Wöchnerinnen und alleinstehende Pfründner. Die Leitung des überwiegend weiblichen Personals hatte eine Siechenmeisterin für die Kranken, Kindsmutter für die Wöchnerinnen und eine Narrenmutter für die geistig Verwirrten. Berechtigt die Dienste des Spitals in Anspruch zu nehmen waren die Bürger der Stadt. Fremde wurden nur für kurze Zeit versorgt. Im Jahre 1345 findet sich ein erster Spitalarzt in den Urkunden. Namentlich erwähnt wurden später Johann Swende (1466) und Ulrich Ellenbog (1435–1499) als „Doktoren der sieben freien Künste der Medizin“.
Seit dem Jahre 1649 wurde das Personal des Spitals paritätisch besetzt. Bis 1873 war das Spital der Stadt in den Räumlichkeiten des Alten Spitals untergebracht. Das Männliche Krankenhaus befand sich im Nordostbau, das weiblich Krankenhaus im Nordwestbau dem heutigen Braith-Mali-Museum. In den Jahren 1873 bis 1907 diente das Rote Haus mit 51 Betten an der Waldseer Straße als Bezirkskrankenhaus.
Im Jahre 1907 wurde der heutige Standort auf dem Gigelberg bezogen. Dieser Gebäudetrakt von 1907 ist heute noch als Teil des Krankenhauses in Betrieb. 1938 wurde aus dem Bezirkskrankenhaus das Kreiskrankenhaus.
Nach dem Zweiten Weltkrieg wurde das Krankenhaus laufend erweitert und aufgestockt.
Im Jahre 2002 erfolgte die Gründung der Trägergesellschaft Kliniken Landkreis Biberach GmbH, 2013 wurde diese nach der Übernahme von 79,4 % der Unternehmensanteile durch die Sana Kliniken in Sana Kliniken Landkreis Biberach GmbH umbenannt. Am 11. September 2021 wurde der Klinikneubau auf dem neuen Gesundheitscampus am Hauderboschen in Betrieb genommen.

## Klinikneubau
Bereits bei der Übernahme durch die Sana AG war geplant, ein neues Zentralkrankenhaus zu errichten und den Betrieb des Klinikums nach Fertigstellung dorthin zu verlagern. Das Investitionsvolumen für das Projekt belief sich auf circa 100 Millionen Euro, davon stammen 62,6 Millionen Euro aus Fördermitteln des Krankenhausstrukturfonds des Bundes sowie aus Mitteln des Landes Baden-Württemberg.
Der offizielle Spatenstich fiel am 1. März 2018, am 12. Juli 2019 wurde das Richtfest gefeiert. Am 23. Juli 2021 wurde das Klinikgebäude in feierlichem Rahmen durch den Generalübernehmer VAMED an die Sana Kliniken Landkreis Biberach GmbH übergeben. Nach einer rund dreijährigen Bauzeit wurde das neue Klinikum anschließend am 11. September 2021 offiziell in Betrieb genommen. Der Klinikneubau ist auf dem neuen Gesundheitscampus am Hauderboschen entstanden, wo sich außerdem ein Dialysezentrum, das Zentrum für Psychiatrie sowie ein Ärztezentrum mit mehreren Praxen und gesundheitsnahem Gewerbe angesiedelt haben. Des Weiteren ist der Bau einer neuen Rettungswache des Deutschen Roten Kreuzes (DRK) geplant. Um das Ineinandergreifen der ambulanten und stationären Versorgung zu fördern und die gemeinsame Nutzung der Infrastruktur zu gewährleisten, wurde bei der Konzeption des Gesundheitscampus auf die Platzierung und Verbindungsmöglichkeiten der einzelnen Gebäude und Bereiche geachtet.
Auch bei der Planung des neuen Klinikums stand die bestmögliche bauorganisatorische Anordnung der einzelnen Fach- und Funktionsbereiche im Vordergrund, um kurze Wege innerhalb des Klinikums zu garantieren und die fachgebietsübergreifende Zusammenarbeit zu vereinfachen und zu fördern. Der fünfgeschossige Neubau mit einer Gesamtnutzungsfläche von 16.800 m² bietet Platz für 370 Betten, die bei Bedarf auf bis zu 410 Betten aufgestockt werden können. Standard sind 2-Bett-Zimmer mit eigenem Bad, Toilette sowie kostenlosem TV und WLAN. Darüber hinaus gibt es eine Wahlleistungsstation mit Einzelzimmern und gehobener Ausstattung. Das Klinikum wurde zudem mit einem Hubschrauberlandeplatz für Rettungsflieger, aber auch für Flüge im Rahmen des Katastrophenschutzes, für den Transport von medizinischem Personal und Geräten, Arzneimitteln, Blutkonserven und Transplantaten ausgestattet. Weiterhin umfasst das neue Klinikum sieben Operationssäle in einem 1100 m² großen OP-Bereich. Davon sind zwei Säle speziell für minimalinvasive Chirurgie und einer für BG-Fälle/Arbeitsunfälle konzipiert. Ein weiterer OP-Saal wird ausschließlich für ambulante Operationen vorgehalten.

## Einrichtung
Das Sana Klinikum Landkreis Biberach hat folgende Einrichtungen:
Fachbereiche
- Klinik für Allgemein- und Viszeralchirurgie
- Frauenklinik, zertifizierte Kontinenzberatungsstelle
- Geburtszentrum
- Klinik für Gefäß- und Endovaskularchirurgie
- Medizinische Klinik – Gastroenterologie
- Medizinische Klinik – Kardiologie mit Chest Pain Unit
- Medizinische Klinik – Pneumologie
- Klinik für Neurologie mit Regionaler Stroke Unit
- Klinik für Orthopädie, Unfallchirurgie und Sporttraumatologie
- Klinik für Urologie, zertifizierte Kontinenzberatungsstelle
- Zentrale Notaufnahme
- Radiologische Abteilung
- Zentrum für Anästhesiologie mit Schmerzambulanz
- Zentrum für Minimalinvasive Chirurgie (MIC)

Zertifizierte Zentren
- Alterstraumazentrum
- Brustzentrum
- Darmzentrum
- Endoprothetikzentrum
- Regionales Traumazentrum

Therapeutische Abteilungen
- Logopädie
- Physiotherapie
- Ergotherapie

Weitere Einrichtungen
- Palliativeinheit
- OP-Abteilung